# Каварна

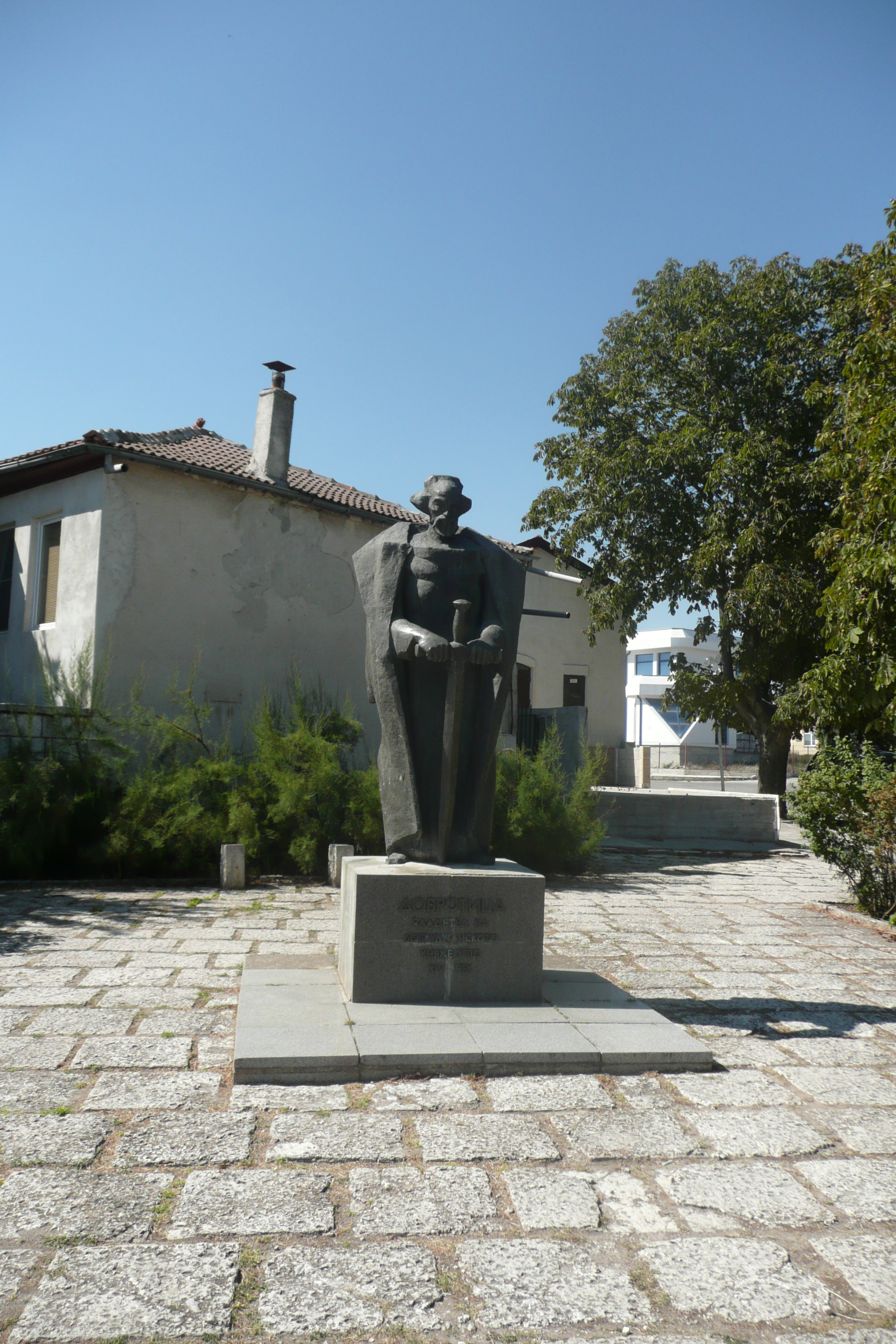
Пам'ятник деспоту Добротиці

Кава́рна (болг. Каварна) — місто в Добрицькій області Болгарії. Адміністративний центр общини Каварна. Воно розташоване у середній частині північного болгарського узбережжя Чорного моря, на південь від мису Каліакра. Населення міста в 2011 році становить 11 368 жителів, а в общині 15 093 мешканців. Обласний центр Добрич розташований приблизно у 49 км на захід.

## Географія
Рельєф
Рельєф плоский, равнино-горбистий. На мальовничій береговій лінії довжиною 42 км є невеликі пляжі. На берегах створені просторі штучні пляжі. До моря спускається важкодоступний, з майже вертикальними схилами, мис Чиракман. У минулому Чиракман врізався на кілометри у море, але через сильний землетрус він руйнується, і поступово ерозивна дія води формує його нинішній неприступний вигляд. На його рівному плато збереглися руїни фортечних стін, рвів, церков, некрополів, де сьогодні проводяться археологічні розкопки та дослідження.
Води
Район багатий мінеральними водами, які за своїми якостями віднесені до столових.
Флора і фауна
Каварненський край пропонує великі можливості для розвитку екотуризму та спеціалізованого туризму — спостережень і фотографуванню рослин, дельфінів і різних видів риб у прибережних водах. Любителі птахів можуть залишити незабутні враженнями в будь-який час року. Багате різноманіття видів птахів приваблює туристів з усього світу і сприяє тому, щоб Каліакра і Яйлата стали одним з найбільш бажаних місць в Болгарії для розвитку орнітологічного туризму.

## Історія
Античність
Каварна є привабливим містом не тільки як курортний центр, але і через його довгу історію та культурні та історичні пам'ятки. Тут проводяться численні археологічні розкопки, а знахідки підводних експедицій привертають увагу іноземних вчених і фахівців. Протягом більш ніж трьох років поспіль дослідження в регіоні проводилися разом з ученими з Франції та Італії.
Місто було засноване в V столітті до нашої ери грецькими колоністами, які розмістили колонію Бізоне на плато мису Чиракман. У III—II ст. до н. е. скіфи тимчасово заселяються тут. У ці роки місто відігравало важливу посередницьку роль у торгівлі між місцевими селами і купцями з Родосу, Гераклея, Синопу, Єгипту та інших. Болгарське узбережжя Північної Добруджі, хоча і незручне для порту через її кам'янисті береги, є центром тяжіння для чорноморських і середземноморських купців, оскільки місцеві жителі виробляли і продавали високоякісні зернові. У другій половині I ст до н. е. катастрофічний землетрус скидає древнє місто в море. Фронтальна частина мису Чиракман відірвана, а разом з ним у водах Чорного моря потопають найбагатші мешканці міста.
У римський період місто було відновлено під однойменною назвою і швидко стало процвітати, села відродилися, і гавань оживає. Відомі залишки базиліки 6-го століття, можливо, присвячені святим Косьмі і Дем'яну. Місто існувало в такому вигляді до VII століття, коли його знищили слов'яни і протобулгари, які створили селище Карвуна.
Середньовіччя
У середні століття селище значно розвивалося і в XIII—XIV ст. Досягло найбільшого розквіту при добруджанських деспотах, Балику і Добротиці. Сьогоднішня назва вперше згадується на початку XV століття. Під час турецьких набігів місто було майже зруйновано, але воно було збудовано знову в другій половині XVII століття.
Місто було значним економічним і культурним центром в античністі і середньовіччі, залишаючи багаті і різноманітні культурні залишки — фортечні стіни, ранньохристиянську базиліку, середньовічні церкви, громадські будівлі.
Під османським правлінням
Тут відкриті пишно прикрашені предмети — монети різних історичних епох, золоті коштовності, унікальні артефакти високої художньої цінності, золоті фракійські скарби та інші. У п'ятнадцятому і дев'ятнадцятому століттях середньовічне місто стало відомим як Каварна — християнське поселення і зернохранилище. З тих пір збереглися хамам (лазня), середньовічний некрополь, міст, фонтани, християнські церкви, численні написи. Під час Російсько-турецької визвольної війни (1877 р.), каварняни повстали на захист міста від башибузуківських і черкеських загонів.
Від Визволення до Балканських воєн

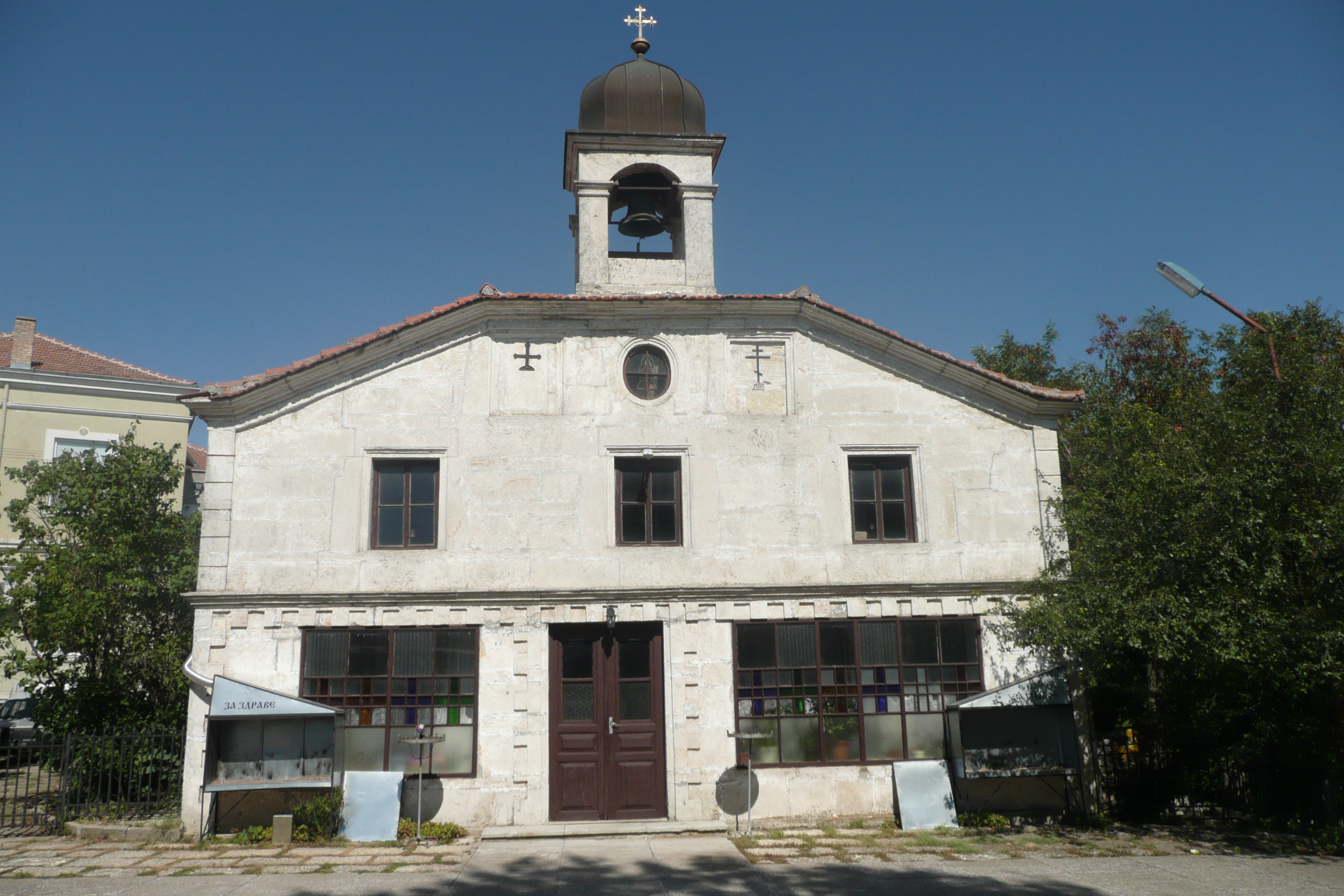
Успенська церква в Каварні, побудована в 1860 році

Героєм Російсько-турецької визвольної війни з 1877 по 1878 рік був Еранос Ераносян, уродженець Добрича (09.04.1844 — 22. (старий стиль 10) 07.1877). Історичні документи свідчать про те, що під час Російсько-турецької війни вірмен Еранос Ераносян очолював військовий телеграф у Балчику. Під час Каварненського повстання, коли населення міста було озброювалось проти османських орд, його телеграма врятувала Каварну від тотального знищення. Телеграфіст Ераносян, без дозволу влади, посилає телеграму іноземним консулам у Варну та послам у Константинополь, оголошуючи ситуацію в Каварні. Він пише: «У цей момент християн вбивають у Каварні, що за півгодини їзди від Балчика. Якщо завтра не прийде допомога, все закінчиться. Зробить цю телеграму доступною для всіх послів». Дипломати негайно реагують і змушують турецьких правителів відіслати військові кораблі назад, хоча й багато разів ігнорували запити каварнян. Еранос Ераносян встигає попередити і врятувати мешканців міста Каварна від башибузукських орд Добруджі, але вмирає при обороні міста. З нагоди 130-ї річниці визволення Болгарії від османської влади 14 грудня 2007 року видатні каварняни відкрили пам'ятник Ераносу Ераносяну, який повідомив Європі про напади башибозуків під час Каварненського повстання 1877 року.
Після Визволення місто було включено до Болгарського князівства.
Румунська окупація
З початку 20-го століття Каварна швидко зростає як економічний і культурний центр регіону. Але у 1913 році коли місто підпадає під румунську окупацію. Болгарське населення протистоїть асиміляційній політиці румунської влади через активну культурну та соціальну діяльність церкви, громадських центрів, культурно-освітніх товариств. У 1940 р місто повертається до кордонів Болгарського царства.
Археологія
Керівник завершеного першого етапу підводної археологічної експедиції «Каварна» 2005 року Асен Салкін оголосив, що римське місто Бізоне двічі було втоплено у морі. Знахідки відносяться до другого століття н. е. За словами керівника експедиції, це околиця не має нічого спільного з катастрофічним землетрусом першого століття до нової ери, описаним грецькими географами Страбоном і Помпонієм Мелом. Підводні знахідки свідчать про інше явище, про яке вчені тільки спекулювали. Мова йде про трансгресію і регресію наземних шарів. Суша почала підніматися в першому столітті до нової ери і тривала до другого століття. Протягом цього періоду, напевно, узбережжя зросло на 4 метри, і одного разу воно раптово обрушилося, а прибережні райони Бізоне опинилися під водою.

## Населення
За даними перепису населення 2011 року у місті проживали 11 549 осіб.
Національний склад населення міста:
| Національність   | Кількість осіб | Відсоток |
| ---------------- | -------------- | -------- |
| болгари          | 7900           | 76,3 %   |
| цигани           | 1847           | 17,8 %   |
| турки            | 502            | 4,8 %    |
| інша             | 27             | 0,3 %    |
| не визначились   | 78             | 0,8 %    |
| Всього відповіли | 10354          |          |

Розподіл населення за віком у 2011 році:

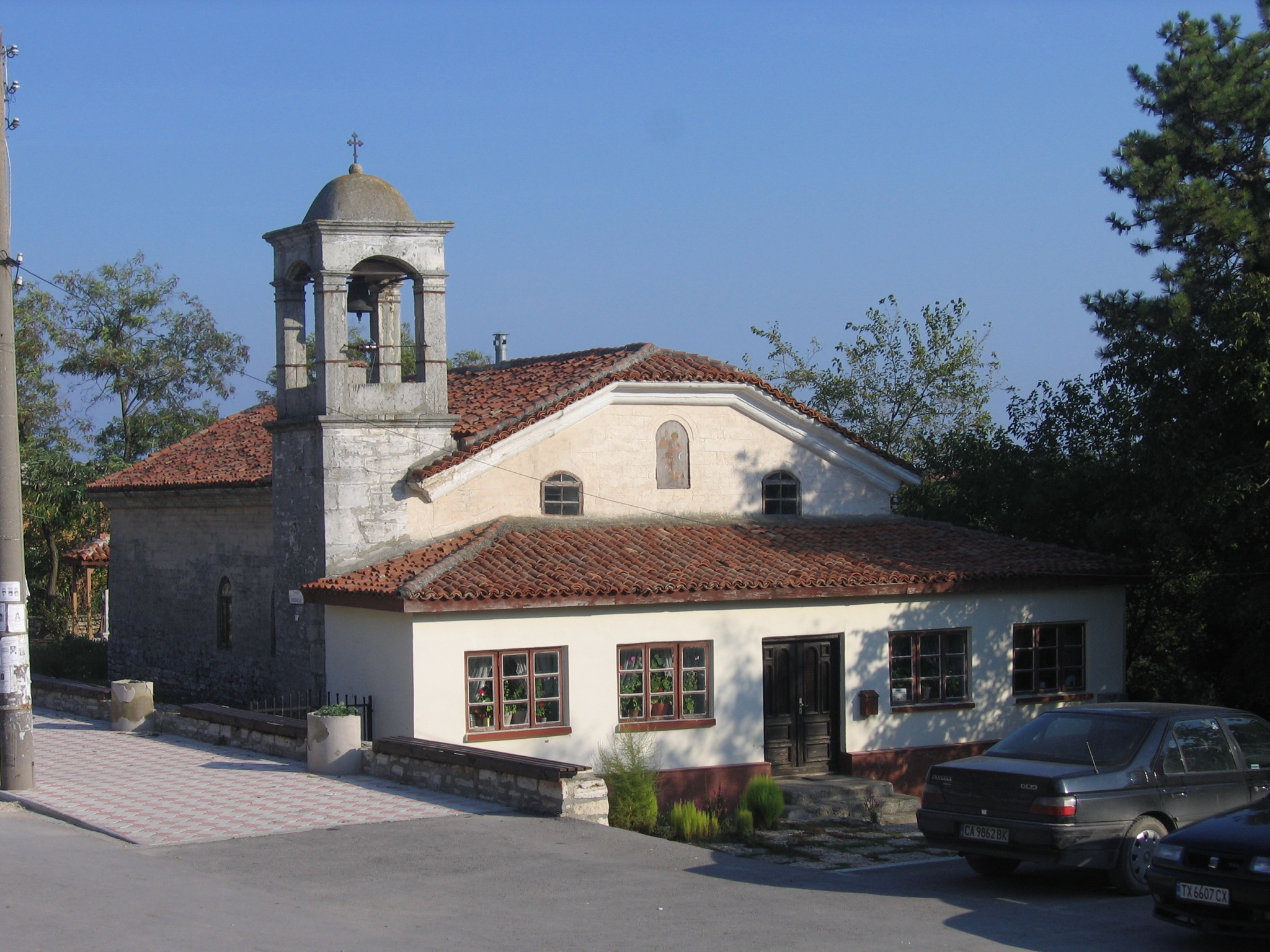
Церква "Св. Георгій "

Динаміка населення:
Релігії
Більшість населення — гагаузи, муніципалітет сповідує східне православ'я. У деяких з прилеглих сіл і у самому місті є представники мусульманської релігії, а також дуже невеликий відсоток протестантів.

## Політика
Мер
Нинішнім мером Каварни є Ніна Ставрева, яка з 2007 року є членом Болгарської соціалістичної партії, а з 2009 по 2011 рік вона є головою Соціалістичного союзу молоді соціалістів м. Каварна. Була муніципальним радником, головою Постійної комісії «Духовна діяльність — освіта, культура та проблеми молоді»  [Архівовано 1 березня 2019 у Wayback Machine.].

## Економіка
Сьогодні економіка міста розвивається на основі сільського господарства, яке все ще генерує більшу частину доходів. Незважаючи на мізерну, штучно створену піщану смугу, місто сподівається на морський туризм. Інші варіанти відпочинку, такі як гольф, також розробляються. В околицях міста побудовано кілька першокласних полів для гольфу, одним з яких є мега-комплекс всесвітньо відомого гольфіста Гарі Плеєра — «Thracian Cliffs», включаючи дитячий майданчик, яхт-клуб, розкішні апартаменти та вілли для гостей.
На північ від Каварни, у безпосередній близькості від курортної зони, діє активне рибальське село. У Каварні часто відбувається траління рапанів, який є особливо прибутковим, але нещодавно заборонений законом через його шкідливий вплив на морське дно та його флору і фауну.
«Камаш Каварна» — найбільший екскаваторний завод в Болгарії. Завод був приватизований італійською компанією, що входить до складу Торгово-промислової палати Італії (річний оборот 8 млрд євро). Завод працює з імпортною сировиною.
«Калацерка Каварна» — одна з найбільших компаній міста Каварна. Вона займається виробництвом меблів. Компанія існує вже більше 10 років і добре зарекомендувала себе як на внутрішньому, так і на зовнішньому ринку.
Ще одним сектором, який забезпечує жителів мешканців Каварна, є виробництво алюмінієвих та ПВХ виробів. В якості провідних імен у цій галузі можна назвати компанії «Іванекс», «Васкез» та інші. У процесі виробництва цих підприємств зайнята значна частина працюючого населення міста.
У місті є невеликий порт для яхт і рибальська база.

## Культура
Міський музей
Він розташований поруч із відреставрованою старою турецькою лазнею — Хамамом. Виставка міського історичного музею може бути використана для подання матеріалів, які показують тисячолітню історію міста і свідчать про життя населення від найдавніших часів до наших днів. Представлені моделі доісторичного печерного села, різноманітні інструменти, зброя та предмети домашнього вжитку, зброя та пістолети визвольних воєн, а також етнографічні матеріали — одяг, прикраси, побутові тканини тощо.
Етнографічний музей
Це прекрасний старий будинок кінця 19 століття. Він належав багатій сім'ї. Інтер'єр показує внутрішнє життя і культуру основних груп, що населяли цей район — добруджанці, балканджі -котленці і гагаузи; кімнати типові для добруджанського будинку, різні предмети домашнього вжитку і побут населення. Будинок оточений прекрасним садом.
Громадський центр «Згода»
Він є найстарішим у муніципалітеті Каварна, заснований у 1890 році. З моменту свого заснування існувала громадська бібліотека, яка має зараз близько 68200 томів літератури. Громадський центр заохочує творчих людей в місті і забезпечує базу для проведення різноманітних заходів — концертів, театральних постановок, танцювальних вистав.

## Визначні пам'ятки
Експозиція «Добруджа і море»

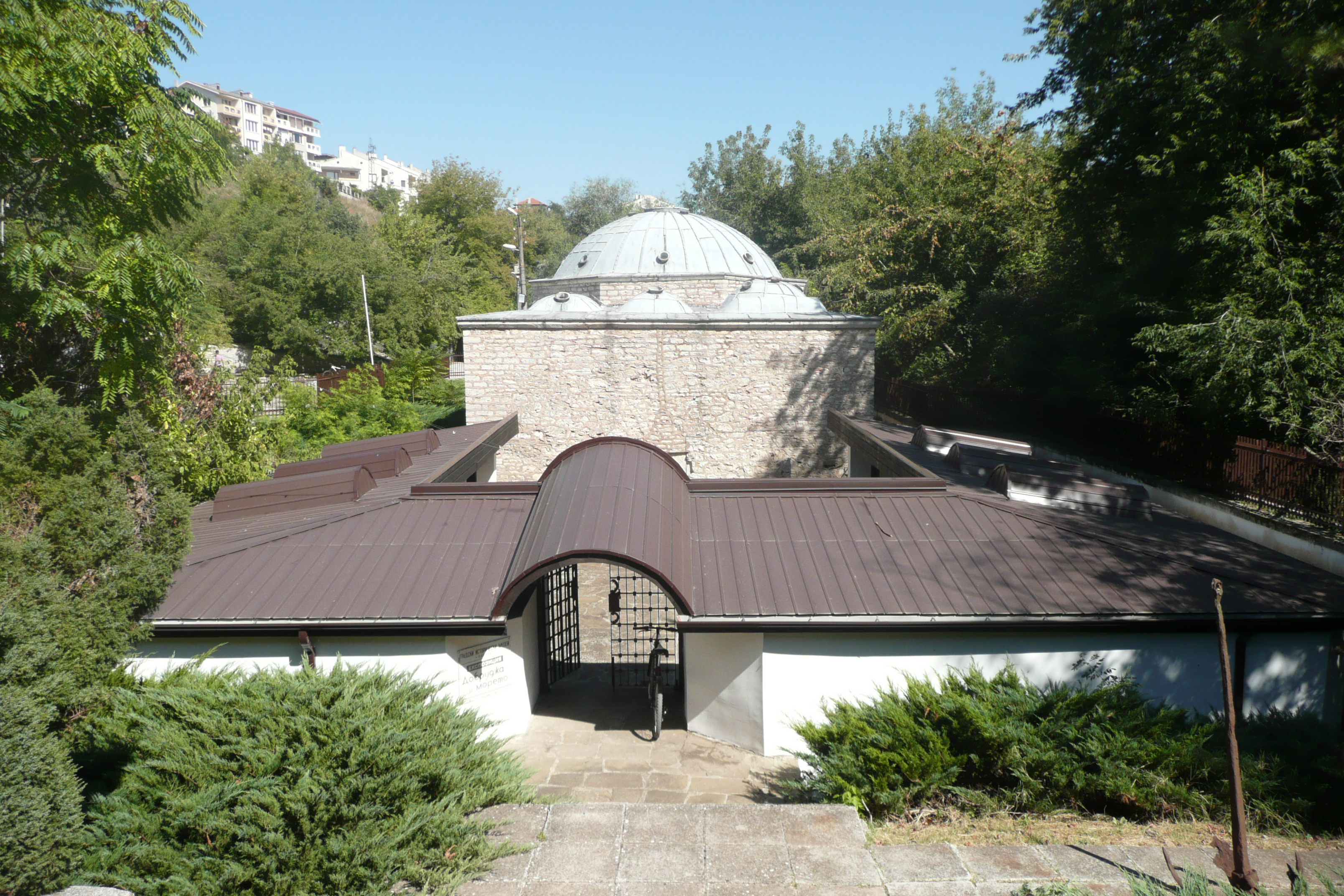
Відновлена турецька лазня

Розташований у відреставрованому старому хамамі. Він був побудований на початку XV століття. Розташований на початку долини, що веде до гавані, В 0,5 км від центру міста. Тут можна побачити багато кам'яних якорів, амфори, керамічні посудини, знайдені підводними археологічними експедиціями. Зал «Скарбниця» представляє: унікальний поліметалічний свиток — домашній обмінний інструмент, монети різних епох, фракійський золотий скарб. Кольорові карти античності та середньовіччя доповнюють поняття давнього судноплавства по північному узбережжі Чорного моря.
Церкви
Церква св. Георгія була побудована в 1836 році, а Успенська церква в 1860 році. Два храми відігравали важливу роль під час османського ярма і після Визволення, як освітні та культурні центри.
Старі фонтани

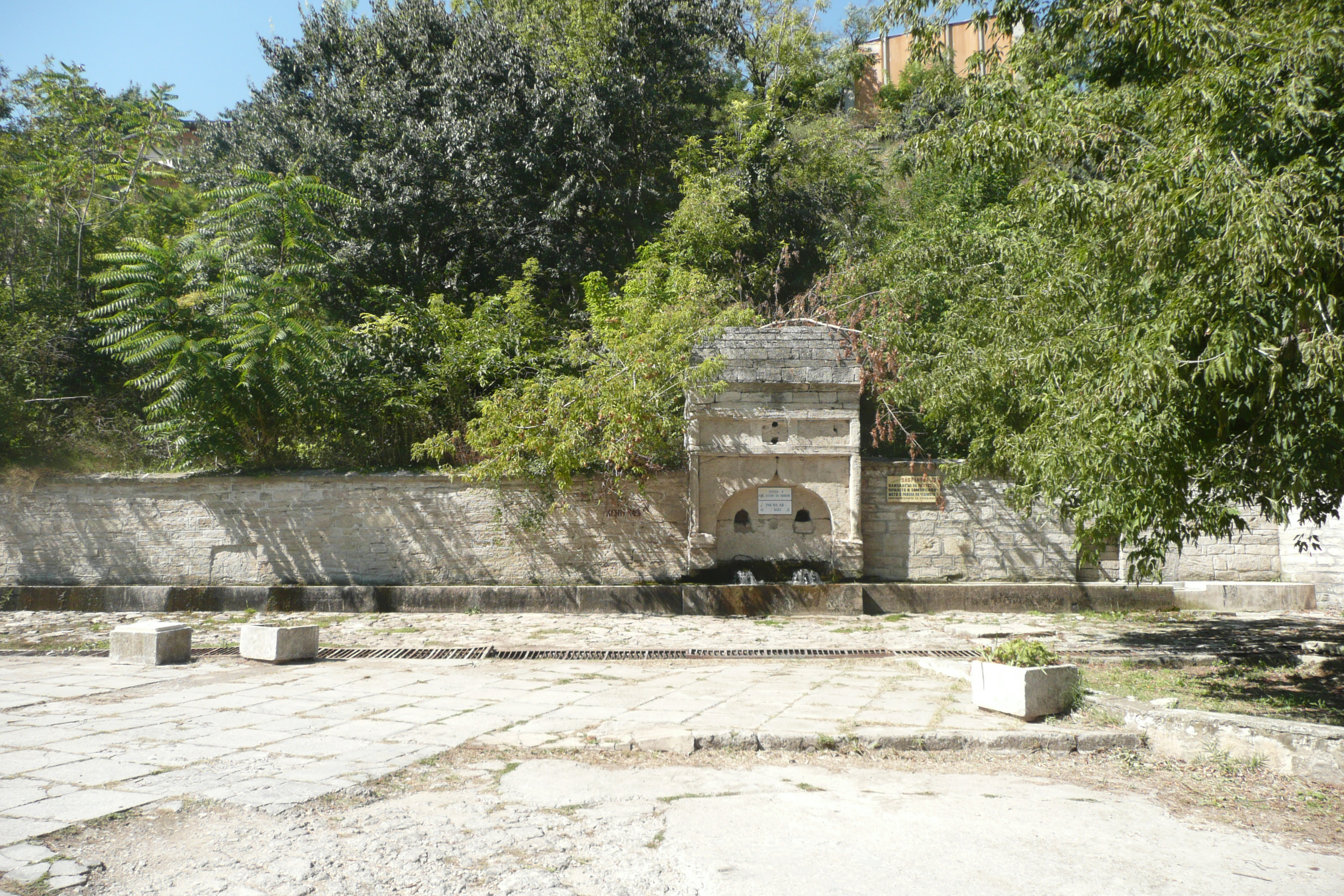
Фонтан епохи Османської імперії при старійтурецькій лазні в Каварні

Це 12 фонтанів, розташованих за 2 км у долині, що веде до гавані. Деякі з них були зруйновані, а решта були нещодавно відновлені. Велика кількість джерельної води утворює невеликий струмок.
Водостоки
Вони знаходяться в просторому центрі міста, розташованому між поштовим відділенням і громадським центром. Вони являють собою кілька штучних джерел води, які придають автентичну атмосферу місту. Місце зустрічей та відпочинку для мешканців Каварни.
Мис Каліакра
Він знаходиться на відстані 2 км від моря. Розташований за 8 км від села Билгарево. Мис — природний та археологічний заповідник. Тут гніздиться аристотелівський баклан, можна побачити дельфінів. У IV ст. до н. е. тут виростає селище Тирізіс, по назві місцевого фракійського племені. За словами грецького історика і географа Страбона тут, намісник Олександра Македонського — Лісімах розмістив війська у війні з прибережними містами — колоніями і заховав скарб золота. Під час римської епохи фортеця росте під назвою Акрос Кастело (укріплений мис). Наприкінці XIV століття фортеця стала столицею Добруджанського дкнязівства, тут карбувалися монети каліакри. Залишилось багато архітектурних залишків фортечних стін, середньовічних церков, римських лазень, водопровідних труб, гробниць, громадських будівель.
Яйлата
«Яйлата» є національним археологічним заповідником. Це приморська тераса, відокремлена від Добруджанського плато 50-60 метрами гірських масивів. Яйлата є унікальним місцем, що поєднує археологічні залишки з природними ресурсами. Тут знаходиться печерне село з більш ніж 100 печер V тисячоліття до нашої ери. Стародавні святині, жертовні камені, винні погреби, чотири некрополя кам'яних гробниць, вкопані в скельний масив, збереглася і частково відновлена фортеця з V—VI ст. до н. е. та інші пам'ятки культури. У середні віки печери використовувалися як монастирський комплекс. На стінах деяких з них виділяються протоболгарські знаки — руни, хрести і кам'яні ікони.
Русалка
База відпочинку «Русалка» розташована за 20 км на схід від міста Каварна в унікальному заповіднику «Пташина бухта» і на північ від мису Каліакра. У сильно урбанізованій Європі «Русалка» є однією з небагатьох ділянок диких степів на континенті. Надзвичайно красиво розрізані скелясті береги, невеликі захищені піщані смуги, багатовікові дуби та різноманітні види рослин приваблюють птахів, і роблять це урочище оазою незайманої природи протягом століть. Численні археологічні пам'ятки, найдавнішим з яких 8000 років, перетворюють узбережжя «Русалки» в унікальний археологічний заповідник. Античні та середньовічні фортеці, скельні гробниці, печери, жертовні камені і сьогодні є привабливим центром для вчених і фахівців з усього світу.

## Спорт
- Біля села Божурець побудований найбільший чорноморський гольф-проект «Тракійські скелі». Першокласний гольф-комплекс включає в себе дитячий майданчик, супер-розкішні апартаменти і вілли, а також яхт-клуб. Цей проект, поряд з іншим полем для гольфу, «Blacksmill Golf and Villas», здійснюється за ідеєю всесвітньо відомого гольфіста Гарі Плеєра. Третій майданчик, «Lighthouse Golf and Spa», будується, спроектований Яном Вусманом.
- На стадіоні «Каліакра» проводилися не тільки футбольні матчі, але і за підтримки мера Цонко Цонева з 2006 по 2016 рік рок фестиваль Каварна Рок. В останні роки Каварна отримала назву «Рок-столиця Болгарії». З 2016 року фестиваль призупинено, а всі пов'язані з цим заходи призупинено
- Тенісні корти і спортивний зал розташовані поруч зі стадіоном. Регулярно проводяться різні тенісні турніри.
- Спортивний клуб бойових мистецтв «Каліакра»
- Клуб кікбоксингу на чолі з Ердоганом Деміровим

## Регулярні події
З 2003 року під патронатом мера міста Цонка Цонева щорічно проходить молодіжний фестиваль «З Болгарією в серці», у якому беруть участь фольклорні колективи з Болгарії, Росії, Молдови, України, Північної Македонії та інших. Організатори — Ілля Луков та інші відомі діячі культури.